# Dalcross Castle

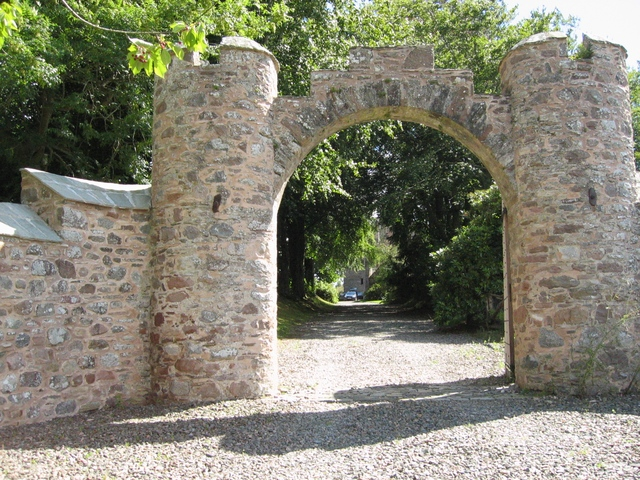
Einfahrt zu Dalcross Castle

Dalcross Castle ist ein restauriertes Tower House etwa 2,5 km südwestlich des Dorfes Croy und etwa 11 km nordöstlich von Inverness in der schottischen Council Area Highland. Die Höhenburg aus dem 17. Jahrhundert steht auf dem Grat einer Hügelkette.

## Geschichte
Das Anwesen gehörte dem Clan Fraser of Lovat und der 8. Lord Lovat ließ hier 1620 eine Burg errichten, aber bald fiel das Anwesen an den Clan Mackintosh. Vor der Schlacht bei Culloden 1746 sammelten sich die hannoveranischen Truppen hier. Das Tower House wurde aufgegeben und verfiel, wurde aber im 19. Jahrhundert für Nachfahren der Lairds aus der Familie Mackintosh restauriert. Die Restaurierungsarbeiten wurden vermutlich von W. L. Carruthers 1896 durchgeführt.

## Beschreibung
Obwohl Dalcross Castle als Tower House mit L-förmigem Grundriss benannt wird, wäre es besser als zwei Gebäudeflügel bezeichnet, die an den Ecken verbunden sind. Einer der Flügel hat fünf Stockwerke und ein Dachgeschoss, während der andere drei Etagen hat. Verbunden sind die beiden Gebäude durch einen Turm mit quadratischem Grundriss mit Scharwachtturm und aufgesetztem Wachraum mit Giebeln. So entstehen zwei Innenwinkel. Nach seiner Fertigstellung wurde das Tower House erweitert, z. B. durch einen Anbau an den Nordgiebel im 18. Jahrhundert.
In den Mauern gibt es viele Schießscharten und viele Fenster besitzen noch ihre eisernen Gitter. Am Fuß des quadratischen Treppenturms liegt der Eingang vom Hof, der in das mit Gewölbedecke versehene Erdgeschoss führt. Im Erdgeschoss befinden sich Lagerkeller, eine Küche mit großem, mit Bogen versehenem Herd und ein Weinkeller mit einer kleinen Treppe zum schönen Rittersaal im 1. Obergeschoss, den man auch über die breite Haupttreppe erreichen kann. Der aus Werkstein gefertigte Kaminsims ist von einem behauenen Wappen und dem Motto „Je Trouve Bien“ umgeben. Die Schlafräume in den oberen Geschossen sind über eine kleine, gerade Treppe erreichbar. Ein massiver Kaminkopf überragt die Ostmauer des nördlichen Gebäudeflügels.
Das Gebäude ist aus rotem Sandstein erstellt, der mit bearbeitetem und polierten Werkstein verkleidet ist. Der Eingang hat nach innen gerollte Türlaibungen und eine gestaffelte Verdachung. Das Schild über der Tür zeigt das Baujahr 1720.
Einige Fenster, auch Dachgauben, wurden 1896 eingebaut.
Die Gärten des Hauses sind von einer gewölbten Mauer aus rotem Sandstein-Bruchstein umgeben.
Dalcross Castle ist als historisches Bauwerk der Kategorie A eingestuft. Die Pforte zu dem Anwesen ist außerdem als Kategorie-C-Denkmal klassifiziert. 1987 wurden die Außenanlagen in das Inventory of Gardens and Designed Landscapes in Scotland aufgenommen.